# حذاء الإصبعية
حذاء الإصبعية هو الحذاء الذي يرتديه راقصو الباليه عند أداء تقنية الإصبعية. صُممت أحذية الإصبعية استجابةً لرغبة الراقصين بالظهور بمظهر رشيق، وتطورت لتمكين الراقصين من الرقص بشكل مباشر (على أطراف أصابع قدمهم) لفترات طويلة من الزمن. تُصنع بألوان متنوعة، والأكثر شيوعاً هي درجات اللون الوردي الفاتح.

## التاريخ
بدأت النساء برقص الباليه في عام 1681، بعد عشرين عاماً من أمر الملك لويس الرابع عشر ملك فرنسا بتأسيس أكاديمية الرقص الملكية. في ذلك الوقت، كان حذاء الباليه النسائي المعياري يحتوي على كعب. كانت الراقصة ماري كامارغو في منتصف القرن الثامن عشر من فرقة (باليه أوبرا باريس) أول من ارتدت حذاءً بدون كعب، مما مكنها من أداء قفزات صعبة، إن لم تكن مستحيلة الأداء بالأحذية التقليدية في ذلك العصر. بعد الثورة الفرنسية، تم التخلص من الكعب تماماً من أحذية الباليه المعيارية. وضُمّ حذاء الإصبعية ذو القاع المسطح إلى القدمين بشرائط وضَمّ طيات تحت أصابع القدم لتمكين الراقصين من القفز وتنفيذ المنعطفات وتمديد أقدامهم بالكامل.